# De figuris Veneris
De figuris Veneris (del llatí, «Sobre les figures de Venus»), o Apophoreta, és un llibre escrit pel filòsof alemany Friedrich Karl Forberg (1770-1848), publicat el 1824 a Alemanya en llatí i en grec.
L'obra és un recull dels escrits dels autors antics sobre les pràctiques sexuals grecoromanes. La informació es divideix en vuit capítols, d'acord amb les parts del cos involucrades, comentades per Forberg, finalitzat amb una llista de noranta-cinc posicions sexuals il·lustrades per l'artista Édouard-Henri Avril (1848-1928).
Inicialment Apophoreta era un suplement publicat al llibre Hermaphroditus, d'Antonio Beccadelli (1394-1471), que reuneix epigrames obscens. Amb el temps, l'obra va guanyar popularitat, però només seixanta anys després que el text fos editat i publicat de forma independent.
La primera versió fora d'Alemanya va sorgir a França. El seu traductor i editor va ser Alcide Bonneau, que també va tractar d'incloure el subtítol Manual d'Erotologia Clàssica; ja el 1906, l'obra va rebre les il·lustracions de l'artista Édouard-Henri Avril. En 1899, Charles Carrington la va traduir a l'anglès. El 1907, Charles Hirsch va realitzar una nova traducció a l'anglès.
La majoria de les seves edicions es van limitar a l'alta societat o van sofrir algun tipus de censura: una còpia editada a França va ser dipositada immediatament en els prestatges secrets de la Biblioteca Nacional.